# 荒井 (福島市)
荒井（あらい）は、福島県福島市の大字である。郵便番号は960-2156。

## 地理
福島市南西部の西地域に属し、地区内南西部に位置する。北で上名倉と、東で上鳥渡と、南東で山田と、南西で松川町水原と、南西で土湯温泉町と、北西で佐原それぞれ隣接する。また当地域と上名倉から分離したさくら、荒井北が上名倉との間に位置する。概ね1955年に福島市に編入された荒井村であった地域である。主に荒川右岸側に広がる福島盆地南西端の扇状地と山間部を範囲とする。平野部では水田や果樹園が広がる間に住宅が集中する集落が点在するほか、国道115号バイパス、旧道といった幹線道路沿いに家屋が連なり、県営、市営団地も設置されている。2007年に国道115号に沿う、上名倉・荒井土地区画整理事業実施地域が地名、地番変更が行われ荒井北、さくらとして分離した。上町に所在する福島警察署及び上鳥渡に所在する福島南消防署信夫分署がそれぞれ管轄にあたる。

### 河川
- 荒川
- 大森川

### 主な字
- 愛宕下
- 愛宕原
- 石仏
- 板高内
- 板高内下
- 梅後林
- 御伊勢
- 大竹
- 小沢
- 石田
- 蟹沢
- 叺内
- 叺内下
- 叺内前
- 上鷺
- 上笊森
- 上新田
- 上新田下
- 上庭
- 上庭上

- 上庭下
- 上庭南
- 上町裏
- 川端
- 北峠原
- 北原
- 北原西
- 椚田
- 椚平
- 久保
- 庚申下
- 庚申塚
- 小林
- 金剛内
- 金剛内前
- 金剛内南
- 久保南
- 叺内北
- 上川原
- 上庭前

- 上雑木畑
- 上七ツ森
- 掃部新田
- 上鷺西
- 川石田
- 北水林
- 北一ノ坂
- 鷺
- 鷺下
- 鷺新田
- 四本木
- 清水内
- 下雑木畑
- 下笊森
- 下峠原
- 地蔵原乙
- 地蔵原庚
- 地蔵原己
- 地蔵原甲
- 地蔵原丁

- 地蔵原丙
- 地蔵原戌
- 杉下
- 杉下前
- 杉下南
- 砂田
- 清水下
- 下町裏
- 清水田
- 鷺南
- 鷺北
- 高土手
- 田神前
- 滝本
- 竹ノ内
- 竹ノ内北
- 田中
- 田狢
- 太夫内
- 台

- 台原
- 台番
- 辻
- 辻下
- 辻南
- 寺屋敷
- 出羽内
- 峠原下
- 峠原前
- 戸ノ内
- 戸ノ内下
- 戸ノ内前
- 辻ノ東
- 台西
- 中井端
- 仲沢
- 中島
- 中島下
- 中島南
- 中ノ内前

- 中町裏
- 苗代添
- 二合内
- 荷渡
- 荷渡前
- 荷渡南
- 野村
- 二本柳
- 二合内南
- 中川原
- 中雑木畑
- 荷渡北
- 野村後
- 原際
- 原宿
- 原宿南
- 原田
- 古内
- 古内後
- 古内東

- 弁天前
- 東田
- 古内北
- 古屋敷
- 前川原
- 前野村
- 弥陀内
- 弥陀内上
- 南上鷺
- 南峠原
- 南八幡下
- 向田
- 目増
- 前ノ内
- 宮ノ脇
- 目増下
- 水林
- 八幡内
- 八幡北
- 八幡下

- 山神下
- 山神前
- 山道
- 八幡西
- 藪
- 横塚
- 若狭内
- 若狭内前
- 若狭北

## 歴史
- 1889年（明治22年）4月1日 - 町村制の施行により信夫郡荒井村が単独村政により発足。
- 1955年（昭和31年）3月31日 - 荒井村が福島市へ編入され、全域が荒井として福島市の大字となる。
- 2007年（平成19年）11月1日 - 上名倉・荒井土地区画整理事業完成に伴い、北側の上名倉と共に対象地域の地名・地番が変更され、新たに荒井北、さくらとして独立される。

## 世帯数と人口
2022年（令和4年）3月31日現在の世帯数と人口は以下の通りである。
| 大字 | 世帯数   | 人口   |
| ---- | -------- | ------ |
| 荒井 | 1821世帯 | 3678人 |

## 小・中学校の学区
市立小・中学校に通う場合、学区は以下の通りとなる。
| 番地 | 小学校             | 中学校             |
| ---- | ------------------ | ------------------ |
| 全域 | 福島市立荒井小学校 | 福島市立西信中学校 |

## 交通

### 鉄道
域内に鉄道施設は存在しない。

### 道路
- 国道115号荒井バイパス
- 福島県道362号南福島停車場線
- 福島西部広域農道
- 福島市道17号鳥川大笹生線
- 福島市道39号足王前地蔵原線
  - 小富士橋（荒川）
- 福島市道40号荒井北2丁目上鳥渡線
- 福島市道70672号佐倉下荒井線（旧国道115号）
- 福島市道30341号荒井あづま公園線
  - あづま公園橋（荒川）

### バス
福島交通路線バス
- （福島駅方面） -あらいクリニック前 - 荒井 - 自衛隊入口 - 野村前 - 鷺 - 峠の原 - 四季の里入口 - 自治研修センター - 地蔵原 - 畜産試験場 - 一寸張 - （土湯温泉方面）
  - 土湯
  - 南東北病院経由土湯
- （福島駅方面） -あらいクリニック前 - 荒井 - 自衛隊入口 - 台の坂 - 自衛隊前
  - 荒井
- （福島駅方面） -若石 - 目増 - 自衛隊前
  - 鳥川
- （福島駅方面） - 四季の里
- 佐原経由四季の里

## 施設
- 陸上自衛隊福島駐屯地
  - 陸上自衛隊福島駐屯地実弾射撃演習場
- 国立研究開発法人農研機構 東北農業研究センター 福島研究拠点
- 福島県消防学校
- 福島県警察機動センター
  - 福島県警察ヘリポート
- 福島県ふくしま自治研修センター
- 福島県農業総合センター畜産研究所（旧畜産試験場）
- 四季の里
- 水林自然林
- アンナガーデン
- 愛隣幼稚園
- 荒井県営住宅
- 荒井市営住宅
- 荒井公園
- 荒井集会所
- 福島荒井教会
- 白山寺
  - 大竹地蔵尊
- 和正院